# Уильямс, Хэнк (младший)
Хэнк Уильямс-младший (англ. Hank Williams Jr.), также Bocephus, имя при рождении — Рэндалл Хэнк Уильямс (англ. Randall Hank Williams; род. 26 мая 1949[…], Шривпорт, Луизиана, США), — американский автор и исполнитель песен и кантри-музыкант. Исполняет также в жанрах южный рок и блюз. Старший сын певца кантри-музыки Хэнка Уильямса, сводный брат Джет Уильямс и отец Хэнка Уильямса III, Холли Уильямс, Хилари Уильямс, Сэма Уильямса и Кэтрин Уильямс-Даннинг.
Уильямс начал свою карьеру исполняя песни своего отца и подражая его стилю. Первое появление Уильямса на телевидении было в эпизоде шоу Джимми Дина на канале ABC в 1964 году, в котором в четырнадцать лет он спел несколько песен своего отца. Позже, в том же году, он был приглашён звездой на телесериал Shindig!.
С 1989 по октябрь 2011 года его песня All My Rowdy Friends Are Coming Over Tonight использовалась для открытия трансляций Monday Night Football, пока она не была снята из-за скандальных высказываний Хэнка, а именно сравнения президента Барака Обамы с Адольфом Гитлером. В 2017 году песня вернулась.
12 августа 2020 года Уильямс стал членом Зала славы кантри-музыки.
Играет на многих инструментах, в том числе банджо, клавишном музыкальном инструменте, народной скрипке и губной гармонике.

## Биография

### Молодость
Рэндалл Хэнк Уильямс родился 26 мая 1949 года в городе Шривпорт, штат Луизиана. Его отец, Хэнк Уильямс-старший, прозвал его Боцефусом (англ. Bocephus; в честь манекена чревовещателя комика Grand Ole Opry Рода Брасфилда). После смерти отца, Хэнка растила мать, Одри Уильямс.
Учился в Нэшвилле, где научился играть на гитаре.

### Музыкальная карьера
В 1964 году записал дебютный кавер на песню Long Gone Lonesome Blues. В том же году Хэнк спел в фильме Your Cheatin' Heart в роли отца.
В 1960-х — начале 1970-х годах Хэнк записывал музыку в стиле кантри и стал известен как «двойник Хэнка Уильямса». В 1970-х переехал в Алабаму, где начал играть вместе с такими исполнителями южного рока, как Уэйлоном Дженнингсом, Чарли Дэниелсом и Тоем Колдуэллом.
В 1975 году был выпущен значимый двадцать шестой по счёту альбом Хэнка Уильямса-младшего.
Во время восхождения на пик Аякс 8 августа 1975 года на юго-западе Монтаны, Хэнк упал почти на 150 м на скалу. Он получил множественные переломы черепа и лица. Хэнк выздоравливал два года, ему пришлось заново учиться петь и говорить. Для сокрытия шрамов, Уильямс начал отращивать бороду, носить солнцезащитные очки и ковбойскую шляпу.
В 1976 году Rolling Stone написали, что «кантри-музыка Уильямса всегда была одной из лучших в Нэшвилле».
В 1980-х годах Хэнк был очень продуктивным, выпускал до двух альбомов в год. В 1979—1992 годах, Уильямс записал 21 альбом (18 студийных альбомов и 3 компиляции). В 1985 году получил 9 наград, в том числе два грэмми.
В 1989 году Хэнк выпустил сингл There's a Tear in My Beer и клип на песню. В видео Хэнк Уильямс-младший играет со своим отцом. Этот эффект достигается путём объединения телевизионных материалов и записи игры Хэнка-младшего. Клип победил в номинации «Видео года» сразу от Country Music Association и Академии кантри-музыки. В 1990 году Хэнк получит премию «Грэмми» за лучшее совместное кантри-исполнение с вокалом.
В 2000 году Хэнк озвучил Индейца Джо в мультфильме Том Сойер.

## Семья
Дочь, Катерина Уильямс-Даннинг погибла в автокатострофе 13 июня 2020 года в возрасте 27 лет. Его сын, Хэнк Уильямс III, исполняет кантри-музыку.

## Политика
Хэнк Уильямс-младший — член Республиканской партии. 15 октября 2008 года на митинге в Вирджиния-Бич для кандидата в президенты от республиканской партии Джона Маккейна он исполнил McCain-Palin Tradition, песню в поддержку Маккейна и его напарницы Сары Пэйлин. Он участвовал в федеральных избирательных кампаниях, в основном в пользу республиканцев, включая президентскую кампанию Мишель Бахман в 2012 году. Однако в прошлом он делал пожертвования некоторым демократам, например Джиму Куперу и Джону Тэннеру.
В ноябре 2008 года Уильямс рассматривал возможность выдвижения в 2012 году кандидатом от республиканцев в качестве сенатора США от Теннесси на место, занимаемым Бобом Коркером. В конечном счёте, Хэнк отказался от этой идеи.

### Инцидент наFox & Friends
3 октября 2011 года в интервью на Fox & Friends Уильямс обсуждал июньский матч в гольф, где президент Барак Обама и спикер палаты представителей Республиканской партии Джон Бейнер объединились против вице-президента Джо Байдена и губернатора Огайо Джона Кейсика, заявив, что матч был «одна из величайших политических ошибок всех времен». Когда его попросили разъяснить своё высказывание, Уильямс ответил: «Это как если бы, как Гитлер играл в гольф с Нетаньяху». Он также сравнил президента и вице-президента с «тремя балбесами». Позже ведущая Гретхен Карлсон сказала ему: «Вы использовали имя одного из самых ненавистных людей в мире, чтобы, судя по всему, описать президента», на что Уильямс ответил: «Да, это правда. Но я говорю вам, как есть». В результате его заявлений ESPN сняла вступительную песню Уильямса из открытий трансляций игр на Monday Night Football.
Позже Уильямс сказал, что его аналогия была «жёсткой, но она была сделана для того, чтобы донести свою мысль», «Я просто пытался объяснить, насколько глупым мне это показалось, насколько смехотворной была эта пара. Они полярные противоположности, в этом нет никакого смысла. Они не видят друг друга и никогда не увидят». Кроме того, Уильямс сказал, что он всегда уважал администрацию президента. «Рабочий класс страдает и кажется, что это никого не волнует. Когда на девятой лунке обе стороны подбадривают друг друга, а все остальные сидят без — это злит многих из нас. Что-то должно измениться».
Сын музыканта, Хэнк Уильямс III, остался нейтральным в споре, заявив, что большинство музыкантов, включая его отца, «не достойны» политических споров.
После того, как его песня была снята, Уильямс записал песню с критикой Обамы, ESPN и Fox & Friends под названием Keep the Change. Он выпустил трек в iTunes и бесплатно загрузил на своем веб-сайте. За два дня песня была скачана 180 000 раз.

## Дискография
- Your Cheatin' Heart[англ.] (1964)
- Connie Francis and Hank Williams Jr. Sing Great Country Favorites[англ.] (1964)
- Ballads of the Hills and Plains[англ.] (1965)
- Blues My Name[англ.] (1965)
- A Time to Sing[англ.] (1967)
- Songs My Father Left Me[англ.] (1969)
- Luke the Drifter Jr. Vol. 2[англ.] (1969)
- Live at Cobo Hall[англ.] (1969)
- Sunday Morning (1969)
- One Night Stands (1977)
- After You, Pride's Not Hard to Swallow[англ.] (1973)
- Hank Williams Jr. and Friends[англ.] (1975)
- The New South (1977)
- Family Tradition[англ.] (1979)
- Whiskey Bent and Hell Bound[англ.] (1979)
- Habits Old and New[англ.] (1980)
- Rowdy (1981)
- The Pressure Is On[англ.] (1981)
- High Notes[англ.] (1982)
- Strong Stuff[англ.] (1983)
- Man of Steel[англ.] (1983)
- Major Moves[англ.] (1984)
- Five-O[англ.] (1985)
- Montana Cafe[англ.] (1986)
- Hank Live[англ.] (1987)
- Born to Boogie[англ.] (1987)
- Wild Streak[англ.] (1988)
- Lone Wolf[англ.] (1990)
- Pure Hank[англ.] (1991)
- Maverick[англ.] (1992)
- Out of Left Field[англ.] (1993)
- Hog Wild[англ.] (1995)
- A.K.A. Wham Bam Sam[англ.] (1996)
- Three Hanks: Men with Broken Hearts[англ.] (1996)
- Stormy[англ.] (1999)
- The Almeria Club Recordings[англ.] (2002)
- I'm One of You[англ.] (2003)
- 127 Rose Avenue[англ.] (2009)
- Old School New Rules[англ.] (2012)
- It's About Time[англ.] (2016)

## Награды
| Год  | Награда | Награда                            |
| ---- | --- | ---------------------------------- |
| 2020 | Избранный номинант в Зале славы кантри                                                                          | Зал славы и музей кантри           |
| 2017 | Номер 50 в 100 величайших кантри-исполнителей по мнению Rolling Stone                                           | Rolling Stone                      |
| 2007 | Избранный номинант в Зале славы авторов песен Нэшвилла                                                          | Nashville Songwriters Hall of Fame |
| 2007 | CMT Giants | CMT                                |
| 2007 | Теннессиец года                                                                                                 | Tennessee Sports Hall of Fame      |
| 2006 | Johnny Cash Visionary Award                                                                                     | CMT Music Awards                   |
| 2003 | Номер 20 в 40 величайших мужчин в кантри-музыке по мнению CMT                                                   | CMT                                |
| 1994 | Composed Theme                                                                                                  | Эмми                               |
| 1993 | Composed Theme                                                                                                  | Эмми                               |
| 1992 | Composed Theme                                                                                                  | Эмми                               |
| 1991 | Composed Theme                                                                                                  | Эмми                               |
| 1990 | Видео года — There's a Tear in My Beer                                                                          | TNN/Music City News                |
| 1990 | Лучшее совместное вокальное исполнение года — There's a Tear in My Beer                                         | TNN/Music City News                |
| 1989 | Видео года — There's a Tear in My Beer                                                                          | Academy of Country Music           |
| 1989 | Номинация на песню года — There's a Tear in My Beer                                                             | Academy of Country Music           |
| 1989 | Номинация на сингл года — There's a Tear in My Beer                                                             | Academy of Country Music           |
| 1989 | Исполнитель года                                                                                                | Academy of Country Music           |
| 1989 | Музыкальное видео года — There's a Tear in My Beer                                                              | Country Music Association          |
| 1989 | Vocal Event of the Year — There's a Tear in My Beer                                                             | Country Music Association          |
| 1989 | Лучшее совместное вокальное исполнение года — There's a Tear in My Beer                                         | Grammy Awards                      |
| 1988 | Исполнитель года                                                                                                | Academy of Country Music           |
| 1988 | Видео года — Young Country                                                                                      | Academy of Country Music           |
| 1988 | Номинация на звание лучшего мужского вокалиста                                                                  | Academy of Country Music           |
| 1988 | Номинация на звание лучшего мужского вокалиста года                                                             | Country Music Association          |
| 1988 | Альбом года — Born to Boogie                                                                                    | Country Music Association          |
| 1988 | Исполнитель года                                                                                                | Country Music Association          |
| 1988 | Grammy Award for Best Country Vocal Performance, Male nomination — Born to Boogie                               | Grammy Awards                      |
| 1987 | Номинация на звание лучшего мужского вокалиста                                                                  | Academy of Country Music           |
| 1987 | Номинация на песню года — Born to Boogie                                                                        | Academy of Country Music           |
| 1987 | Номинация на сингл года — Born to Boogie                                                                        | Academy of Country Music           |
| 1987 | Исполнитель года                                                                                                | Academy of Country Music           |
| 1987 | Номинация на звание альбома года — Born to Boogie                                                               | Academy of Country Music           |
| 1987 | Исполнитель года                                                                                                | Country Music Association          |
| 1987 | Музыкальное видео года — My Name Is Bocephus                                                                    | Country Music Association          |
| 1987 | Номинация на звание лучшего мужского вокалиста года                                                             | Country Music Association          |
| 1987 | Grammy Award for Best Country Vocal Performance, Male nomination — Ain't Misbehavin                             | Grammy Awards                      |
| 1986 | Номинация на звание лучшего мужского вокалиста                                                                  | Academy of Country Music           |
| 1986 | Номинация на звание исполнителя года                                                                            | Academy of Country Music           |
| 1986 | Номинация на звание мужского вокалиста года                                                                     | Country Music Association          |
| 1985 | Музыкальное видео года — All My Rowdy Friends Are Coming Over Tonight                                           | Country Music Association          |
| 1985 | Номинация на звание мужского вокалиста года                                                                     | Country Music Association          |
| 1985 | Номинация на звание лучшего мужского вокалиста                                                                  | Academy of Country Music           |
| 1985 | Номинация на сингл года — I'm for Love                                                                          | Academy of Country Music           |
| 1985 | Номинация на звание исполнителя года                                                                            | Academy of Country Music           |
| 1985 | Номинация на звание альбома года — Five-O                                                                       | Academy of Country Music           |
| 1985 | Grammy Award for Best Country Vocal Performance, Male nomination — All My Rowdy Friends Are Coming Over Tonight | Grammy Awards                      |
| 1985 | Grammy Award for Best Country Song nomination — All My Rowdy Friends Are Coming Over Tonight                    | Grammy Awards                      |
| 1984 | Видео года — All My Rowdy Friends Are Coming Over Tonight                                                       | Academy of Country Music           |
| 1984 | Номинация на звание альбома года — Man of Steel                                                                 | Academy of Country Music           |
| 1984 | Номинация на звание исполнителя года                                                                            | Academy of Country Music           |
| 1983 | Номинация на звание исполнителя года                                                                            | Academy of Country Music           |
| 1982 | Номинация на звание лучшего мужского вокалиста                                                                  | Academy of Country Music           |
| 1981 | Номинация на звание лучшего мужского вокалиста                                                                  | Academy of Country Music           |
| 1980 | Grammy Award for Best Country Vocal Performance, Male nomination — Family Tradition                             | Grammy Awards                      |
| 1966 | Grammy Award for Best Country & Western Album nomination — Father and son: Hank Williams and Hank Williams Jr.  | Grammy Awards                      |
| 1965 | Grammy Award for Best Country & Western Album nomination — Hank Williams Jr. Sings the Songs of Hank Williams   | Grammy Awards                      |